# Potporno tkivo
Potporno tkivo ili mehaničko tkivo primarno je biljno tkivo stabla i korijena kopnenih biljaka, koje se razvija između epiderme i središnjega cilindra. Najbrojnije stanice potpornoga tkiva su parenhimske, ali su prisutne i diferencirane prozenhimske stanice (npr. stanice kolenhima i sklerenhima). 
Kolenhim je živ, a razvija se u dijelovima biljke koji jako rastu, dok mrtvi sklerenhim preuzima mehaničku potporu u potpuno izraslom organizmu. Homologno tkivo u listovima naziva se klorenhim. Kod nekih je biljaka potporno tkivo reducirano, imajući jako zadebljali sloj lignificiranih zidova i bez intercelulara, koji se naziva hipodermis. Posljednji sloj potpornoga tkiva naziva se endoderm. Potporno tkivo daje čvrstoću biljkama i može biti građeno od živih i mrtvih stanica.
Razlikuju se dvije osnovne vrste ovog tkiva:
kolenhim i
sklerenhim.
Kolenhim je mehaničko tkivo mladih organa koji još rastu. Sastoji se od živih stanica, čiji su zidovi neravnomjerno zadebljali. Stanice su sakupljene u trake ili cilindre, koji se obično nalaze ispod epiderme mladih stabala.
Sklerenhim je građen od mrtvih stanica, jako zadebljalih i odrvenjelih staničnih zidova. Nalazi se u svim dijelovima biljke, koji su prestali s rastom.
Dijeli se na:
- sklereide,
- likina vlakna i
- drvena vlakna.

Sklereidi (kamene stanice) stanice su s jako zadebljalim staničnim zidom, raspršene između stanica drugih tkiva. Ima ih i u masi, kao npr. u plodu kruške.
Vlakna lika su stanice izduženoga oblika, sa zašiljenim vrhovima, te imaju oblik vretena. Vlakna lika konoplje mogu biti dugačka 10 mm, lana 40 mm, a kod nekih biljaka dostižu dužinu do 20 cm. Zidovi su ovih stanica celulozni i zbog toga su cijenjena u industriji (npr. lan, konoplja, kopriva).
Drvena vlakna (libriform vlakna) nalaze se u drvenom dijelu stabla. Kraća su od vlakna lika i njihovi zidovi su jako odrvenjeli.